# Jabuka (sziget)
Jabuka (olaszul: Pomo) egy süveg alakú vulkanikus szigetecske az Adriai-tengerben, Vistől nyugatra. 1958 óta védett geológiai emlékhely.

## Leírása
Jabuka egy vulkáni eredetű sziget, mely a Vis nyugati partján fekvő Komižától mintegy 70 km-re nyugat-északnyugatra található. Mivel fekete vulkanikus kőzetében magnetit található, amint a hajó a sziget felé közelít, az iránytű mágneses tűje teljesen „megőrül”, így ez az egyébként hasznos navigációs eszköz feleslegessé válik. A hajók azonban ezeken a vizeken nagyon ritkák, mert a sziget messze van minden tengeri útvonaltól és a vízi utaktól, ezért csak azok látogatják, akik számára ez az utazás célja és oka. Jabuka szinte nem is sziget. Nincs dokkolásra alkalmas part vagy öböl, amely védett lenne a széltől, a meredek lejtő pedig nem enged semmilyen házat építeni. A tenger a sziget körül nagyon mély (260 m), szinte nincs horgonyzóhely, a sziklák pedig simák és természetes kiemelkedések hiányában nem kiköthetők a csónakok. 
A sziget oldala egy meredek, néhol függőleges, 96 méter magas piramis alakú csupasz fal. Szinte teljesen megközelíthetetlen, kivéve a délnyugati oldalon található kis területet, de csak a tenger nyugodtsága idején, ami itt nem túl gyakori. A sziget a legmélyebb tengeri zónában található, elrejtve és távol a többi szigettől és a hajózási útvonalaktól. Emellett minden szélnek ki van téve, és mivel a leggyengébb szelek is nagy hullámokat vetnek fel a nyílt tengeren, sok tudás és szerencse szükséges egy itteni kikötéshez.

## Növény- és állatvilág
A ritkán látogatott sziget körüli tenger rendkívül gazdag halakban, de éghajlatának zordságát csak két endemikus faj tolerálja: a fekete gyík és az imola nevű növényfaj. Körülbelül 50 évvel ezelőttig nőtt egy endemikus szegfű is, amely sajnos kihalt. A sziget kedvelt fészkelőhely nyílttengeri madarak, a vándorsólyom (Falco peregrinus) és az eleonóra-sólyom (Falco eleonorae), valamint a sárgalábú sirály (Larus michahellis) számára.

## Fordítás
Ez a szócikk részben vagy egészben  a   Jabuka (otok) című horvát Wikipédia-szócikk ezen változatának fordításán alapul.  Az eredeti cikk szerkesztőit annak laptörténete sorolja fel. Ez a jelzés csupán a megfogalmazás eredetét és a szerzői jogokat jelzi, nem szolgál a cikkben szereplő információk forrásmegjelöléseként.